# Bulbophyllum ochthodes
Bulbophyllum ochthodes är en orkidéart som beskrevs av Jaap J. Vermeulen. Bulbophyllum ochthodes ingår i släktet Bulbophyllum och familjen orkidéer. Inga underarter finns listade i Catalogue of Life.